# Karlsruhe (1927)
Karlsruhe var en tysk lätt Königsberg-klass kryssare. Den byggdes för Reichsmarine under Weimarrepubliken 1927 och blev senare en del av Kriegsmarine:s flotta. Fartyget fick sitt namn efter den tyska staden Karlsruhe.  Under de tidiga åren fungerade Karlsruhe som skolfartyg och besökte avlägsna hamnar som Brisbane i Australien och San Diego i Kalifornien. Vid utbrottet av andra världskriget uppgraderades krigsfartyget och hon återvände inte till tjänst förrän den 13 november 1939. Den 4 januari 1940 sändes Karlsruhe och ett minfartyg ut för att uppbringade det svenska passagerarfartyget S/S Konung Oscar som transporterade polska flyktingar från Riga till Sverige, den 19 januari uppbringades det svenska fartyget som togs som pris.

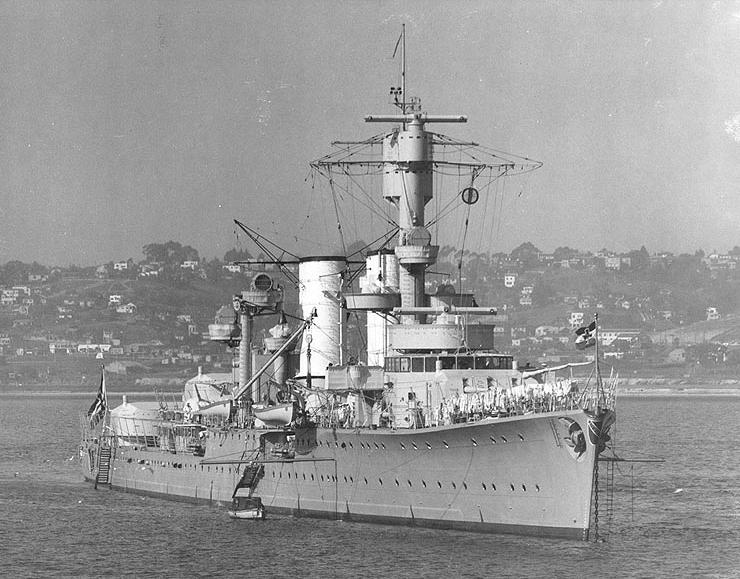
Karlsruhe den 28 mars 1934 utanför San Diego (USA)

## Kriget i Norge
Karlsruhe deltog i det tyska angreppet på Norge under Operation Weserübung som ledarfartyg i stridsgrupp 4. Fartyget fick i uppdrag att transportera soldater och säkra den tyska passagen över Skagerrak på natten och tidigt på morgonen den 9 april 1940. Karlsruhe kom i strid med kanonbatterierna på Odderøya fort, vid ingången till hamnstaden Kristiansand. Kryssaren vände sig för att sätta skeppet i full bredd. Artilleriduellen varade i ungefär två timmar innan kraftig dimma åter täckte hamnen och tvingade båda sidor att upphöra med eld. Tre gånger försökte de tyska styrkorna tränga in i Kristiansandfjorden och sätta trupper i land, men valde att återvända på grund av kraftig beskjutning de första två gångerna. Under striden kom det civila tyska lastfartyget M/S Seattle in i skjutområdet. Detta fartyg fattade eld och senare sjönk. Det tredje attackförsöket lyckades. Detta berodde troligen på att en tysk signalflagga var förväxlad av norrmännen med den franska nationella flaggan. När missförståndet upptäcktes var den tyska attackstyrkan redan inne i hamnen.

## Undergång

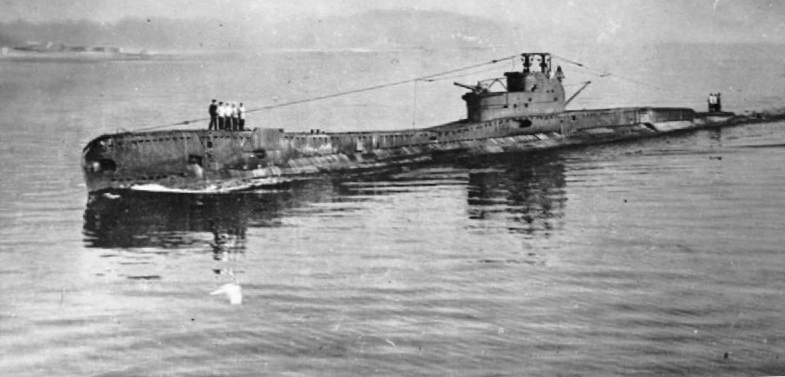
HMS Truant

Krigsfartyget lämnade en skadad stad för att återvända till Tyskland samma eftermiddag, efter att uppdraget slutförts. Tre tyska torpedobåtar var följeslagare. Den brittiska ubåten HMS Truant var belägen utanför fjorden, och när hennes besättning upptäckte de tyska fartygen, sköt ubåten torpeder.  Karlsruhe började ta in vatten och tappade gradvis kontrollen.  Klockan 21.00 gick besättningen på Karlsruhe över till torpedbåtarna Luchs och Seeadler. När fartyget låg djupt i havet beordrade kapten Friedrich Rieve torpedbåten Greif att sjunka skeppet. Klockan 22:50 fick Karslruhe nådens slag i form av två torpeder.

## Vrakfynd
Vrakets exakta position förblev okänd i mer än 80 år. En sonarsökning i april 2017 lokaliserade vraket men identifierade det inte. Fartyget står på kölen på havsbotten, nära en nedsänkt elkabel mellan Norge och Danmark, som drivs av Statnett. Vraket hittades i Norska rännan, runt om 11 nautiska mil sydost om Kristiansand, på ungefär 490 meters djup. En senare expedition för att identifiera vraket, bekräftade i juni 2020 att det var Karlsruhe.